# Journal of Philosophical Research
Journal of Philosophical Research è una rivista accademica peer-reviewed finanziata dalla statunitense Università di Notre Dame e dalla Canadian Philosophical Association. Pubblica articoli in inglese e in francese di filosofia. 

## Storia editoriale
Venne stata fondata da William Alston nel 1975 con il titolo Philosophy Research Archives. I primi sette volumi, pubblicati tra il 1975 e il 1981, sono apparsi unicamente nello sperimentale formato di microfilm. A partire dal 1981, e fino al 1989 (volumi 8 -14), per superare le difficoltà di distribuzione, la rivista è stata pubblicata sia in formato cartaceo sia di microfilm. Nel 1990, a seguito di una profonda ristrutturazione interna, è stato cambiato il titolo da Philosophy Research Archives all'attuale Journal of Philosophical Research e, soprattutto, è stato abbandonato il formato microfilm a favore di quello a stampa. Dal 1997 la rivista è stata digitalizzata e tutti i numeri, esclusi i primi sette, sono disponibili online (a pagamento).

## Indicizzazioni
- Academic Search Premier
- Arts & Humanities Citation Index
- Expanded Academic ASAP FRANCIS
- Humanities International Index
- Index Philosophicus
- InfoTrac OneFile
- International Bibliography of Periodical Literature
- International Philosophical Bibliography
- MLA International
- Bibliography Philosopher's Index
- Philosophy Research Index
- PhilPapers
- Scopus